# Langstaartmierklauwier
De langstaartmierklauwier (Mackenziaena leachii) is een zangvogel uit de familie Thamnophilidae (miervogels). Deze vogel is genoemd naar de Britse bioloog William Elford Leach.

## Verspreiding en leefgebied
Deze soort komt voor in zuidelijk Brazilië, oostelijk Paraguay en noordoostelijk Argentinië.

## Status
De grootte van de populatie is niet gekwantificeerd maar de soort wordt omschreven als schaars tot vrij algemeen. Op de Rode lijst van de IUCN heeft deze soort de status niet bedreigd.